# Малафєєв В'ячеслав Олександрович
В'ячесла́в Олекса́ндрович Малафє́єв (нар. 4 березня 1979, м. Ленінград, РРФСР) — колишній російський футболіст, воротаря. Усю кар'єру провів у санкт-петербурзькому «Зеніті», з яким виграв низку національних трофеїв, а також Кубок та Суперкубок УЄФА. Також виступав за національну збірну Росії, у складі якої став учасником трьох поспіль чемпіонатів Європи (2004, 2008 та 2012) і на другому з них став бронзовим призером. Заслужений майстер спорту Росії (2008).

## Біографія

### Клубна кар'єра
Народився в Ленінграді, де й почав займатися футболом у спортивній школі «Зміна» у віці 6 років. Першими тренерами Малафєєва були Володимир Савін та Володимир Вільде. Спочатку тренувався як польовий гравець, поки Вільде не поставив його захищати ворота. У 1997 році В'ячеслав з відзнакою закінчив футбольну школу та був запрошений в другу команду «Зеніта».

До лав першої команди почав залучатися у 1999 році і вперше вийшов на полі у складі «Зеніта» в поєдинку проти владикавказької «Аланії» після того, як Романа Березовського було видалено за нецензурну лайку на адресу арбітра. Однак скористатися шансом стати першим номером Малафєєв, за великим рахунком, не зумів. Тим не менш, саме з цього часу В'ячеслава стали викликати в олімпійську збірну Росії, за яку він вперше зіграв проти Вірменії 4 вересня 1999 року.

У 2001 році Малафєєв завоював свою першу медаль: «Зеніт» став бронзовим призером чемпіонату Росії, а два роки потому зробив разом з одноклубниками крок уперед — 2003 рік виявився «срібним» для пітерців, а сам В'ячеслав отримав приз «Воротар року» імені Лева Яшина та потрапив до списку 33 найкращих футболістів чемпіонату Росії. Два рівноцінних воротаря «Зеніта» — Чонтофальскі і Малафєєв — постійно боролися за місце в основному складі. У 2005 році, заробивши вилучення в кубковому матчі проти ЦСКА, В'ячеслав надовго став другим воротарем. У свою чергу, на початку 2006 року Чонтофальскі був вилучений у матчі Кубка УЄФА проти «Русенборга», і Малафєєв в підсумку зіграв в тому році 36 ігор, пропустив у них 30 м'ячів і знову потрапив до списку найкращих футболістів чемпіонату.

Наступні два роки були феєричними як для В'ячеслава, так і для всіх його партнерів. Зенітівців здавалося було неможливо спинити: золото чемпіонату Росії, Кубок УЄФА, Суперкубок УЄФА, Суперкубок Росії — всі ці трофеї були завойовані не в останню чергу завдяки надійній грі Малафєєва, що остаточно відвоював собі звання «першого номера» у петербурзькій команді. В'ячеслав був єдиним гравець синьо-біло-блакитних, який став володарем усіх нагород, виграних «Зенітом» в пострадянський період.

Гра проти «Кубані» 22 червня 2011 стала для воротаря сотих матчем за «Зеніт» в чемпіонатах Росії, відіграним на нуль.
15 травня 2016 завершив спортивну кар'єру: на останній домашній матч сезону з московським «Локомотивом» був включений в заявку на матч, але на поле не вийшов, а після гри відбулася церемонія прощання з вболівальниками.
28 листопада 2017 року був призначений на посаду заступника спортивного директора «Зеніта» з загальних питань.

### Виступи у збірній
З 1999 року виступав за молодіжну збірну Росії, а у 2000 році почав залучається до зборів національної команди. У листопаді 2003 року В'ячеслав зіграв свій перший матч за збірну Росії проти Уельсу. Взявши участь у відбіркових іграх до чемпіонату Європи 2004, Малафєєв завоював місце в заявці збірної, проте на сам турнір поїхав як другий воротар. Видалення основного голкіпера дало йому шанс — він зіграв у Португалії 2 матчі, і після чемпіонату Європи став першим номером збірної Росії. З Португалією був пов'язаний і похмурий епізод в кар'єрі В'ячеслава: у жовтні 2004 року у відбірковому матчі чемпіонату світу-2006 В'ячеслав пропустив 7 голів від фаворитів відбіркової групи.

У 2008 році Малафєєв завоював бронзові медалі чемпіонату Європи, проте жодної хвилини на турнірі йому зіграти не довелось: у всіх матчах збірної ворота захищав Ігор Акінфєєв. 29 березня 2011 в товариському матчі проти збірної Катару вийшов на поле у другому таймі, замінивши Сергія Рижикова, і зберіг ворота у недоторканності, неодноразово рятуючи команду від неминучого гола. 7 червня в матчі проти Камеруну вивів команду з капітанською пов'язкою і відстояв на нуль. У зв'язку з травмою основного воротаря збірної Ігоря Акінфєєва став у ворота на заключні матчі відбіркового етапу Євро-2012, де у всіх всі чотирьох матчах, що залишилися, не пропустив жодного м'яча.

## Досягнення
Командні трофеї
- Чотириразовий чемпіон Росії (2007, 2010, 2011-12, 2014-15)
- Триразовий володар Кубка Росії (1998/99, 2009/10, 2015/16)
- Володар Кубка Російської Прем'єр-ліги (2003)
- Триразовий володар Суперкубка Росії (2008, 2011, 2015)
- Володар Кубка УЄФА (2008)
- Володар Суперкубка УЄФА (2008)

Досягнення у збірній
- Бронзовий призер чемпіонату Європи (2008)

Особисті досягнення
- Заслужений майстер спорту Росії (2008)[2]
- У списках «33 найкращих гравців чемпіонату Росії» (4): № 1 (2004); № 2 (2003,2006); № 3 (2008)
- «Воротар року» (2003,2007)
- Член Клубу Лева Яшина

## Особисте життя
Вдівець. Дружина Марина Малафєєва (до шлюбу Безбородова) народилася 20 травня 1974 року, закінчила Академію цивільної авіації. З чоловіком познайомилася через спільних друзів. Весілля відбулася 17 листопада 2001 року. Після одруження займалася домашнім господарством, потім — бізнесом, була гендиректором продюсерського центру «Малафєєва продакшн». 17 березня 2011 загинула в автомобільній аварії в Санкт-Петербурзі.

Діти — дочка Ксенія (нар. 3 грудня 2003) і син Максим (нар. 26 лютого 2006).

Старший брат Сергій Малафєєв (нар. 19 березня 1975) — колишній футболіст, нині — футбольний арбітр.

Тесть — Юрій Безбородов, колишній футболіст, пізніше суддя республіканської категорії, інспектор РФС, голова Контрольно-дисциплінарного комітету Федерації футболу Санкт-Петербурга. 

Шурин — Владислав Безбородов, колишній футболіст, нині — футбольний арбітр ФІФА.

Через кілька місяців після смерті дружини В'ячеслав Малафєєв з'явився на людях з новою дівчиною. Нею стала Катерина Комякова, учасниця групи підтримки баскетбольного клубу «Спартак». Згідно з чутками, батько та дядько Катерини були замішані у бандитських розбірках у середині 90-х, за що отримали великі строки ув'язнення.

## Скандал з Губернієвим
29 серпня 2011 року під час перерви матчу «Спартак» — ЦСКА коментатори телеканалу «Росія-2» Дмитро Губернієв і Дмитро Градиленко лаялися матом у прямому ефірі, обговорюючи травму воротаря армійців Ігоря Акінфєєва. Коментатори вважали, що їх ніхто не чує, однак трансляція матчу в он-лайн режимі йшла і на сайті sportbox.ru, де у перерві повинен був відбутися типовий розбір польотів з Губернієвим і Граділенком як ведучими. Однак коментаторів, мабуть, забули попередити про те, що їхні мікрофони включені і всім глядачам вдалося почути закулісні розмови. Зокрема, Губернієв, говорячи про В'ячеслава Малафєєва, який, очевидно, мав замінити Акінфєєва в воротах збірної Росії, заявив: «Тепер у вирішальному матчі у нас гівно у воротах стоятиме». Далі ведучий розповів своєму колезі подробиці загибелі дружини воротаря «Зеніта» Марини Малафєєвої, які він нібито знає. За його словами, Марина перед аварією «тікала від ментів», у місті був навіть оголошений план «Перехоплення». А ФК «Зеніт», мовляв, ці обставини від громадськості приховав.

Малафєєв в «Твіттері» висловив сподівання, що керівництво «Росії-2» не залишить без уваги слова Губернієва. «Ну я вже точно не залишу!» — додав воротар. Натомість коментатор намагався запевнити усіх, що його слова стосувалися голкіпера збірної Данії і не мали жодного відношення до В'ячеслава. 

Рішенням дирекції телеканала «Росія-2» Губернієва було відсторонено від коментування футбольних матчів. Як вибачення Малафєєв запропонував коментатору переказати гроші в будь-яку футбольну школу Санкт-Петербурга.